# Hyleorus elatus
Hyleorus elatus är en tvåvingeart som först beskrevs av Johann Wilhelm Meigen 1838.  Hyleorus elatus ingår i släktet Hyleorus och familjen parasitflugor. Inga underarter finns listade i Catalogue of Life.